# Павлина
Павли́на — жіноче ім'я, жіноча форма імені Павлин. Походить від лат. Paulina — жіночої форми номена Paulinus, утвореного від когномена Paulus («маленький»). Поширений інший фонетичний варіант імені — Пауліна.
Українські зменшені форми — Павлинка, Павлинонька, Павлиночка, Павла, Павлуня, Павлуся, Павлюся, Павлюня, Пава, Павуся, Паня, Паша, Поля.

## Іменини
- За католицьким календарем — 10 жовтня

## Відомі носійки
- Павлина Цвілик — гуцульська мисткиня;
- Павлина Шаповаленко — Герой України;
- Павлина Леонідівна Березовська — українська журналістка;
- Павлина Бажок — депутат Верховної Ради УРСР 11-го скликання.
- Павлина Андрієнко-Данчук — українська літературознавиця.